# Polvo
I Polvo sono un gruppo musicale statunitense, attivo dal 1990.

## Storia della band
I Polvo vennero fondati nel 1990 da Ash Bowie e Dave Brylawsi, entrambi chitarristi, conosciutisi all'Università del Nord Carolina. Ai due si unirono il bassista Steve Popson e il batterista Eddie Watkins. Dopo una serie di EP, pubblicati con piccole etichette indipendenti locali, firmarono con la Merge Record, etichetta di un loro compagno delle superiori. 
Nel 1992, quindi, pubblicarono il primo LP Cor-Crane Secrets, seguito, l'anno successivo, da Today's Active Lifestyles. Nel 1996, dopo essere passati sotto la Touch and Go Records, pubblicarono Exploded Drawing, probabilmente il loro lavoro più rappresentativo. Dopo Shapes del 1997, la band si prese un periodo di pausa. Bowie pubblicò qualche lavoro da solista.
Nel 2008, in occasione del festival "All Tomorrow's Parties", la band, con il nuovo batterista Brian Quast, si riunì, suonando, poi, in diversi concerti. Nel 2009, pubblicò un nuovo album, In Prism.
I Polvo sono generalmente considerati dai critici, uno dei maggiori gruppi math rock degli anni '90. L'ex batterista e fondatore del gruppo Eddie Watkins è morto il 24 aprile 2016 all'età di 47 anni.

## Discografia

### Album Studio
- 1992 - Cor-Crane Secret (Merge Records)
- 1993 - Today's Active Lifestyles (Merge Records)
- 1996 - Exploded Drawing (Touch and Go Records)
- 1997 - Shapes (Touch and Go Records)
- 2009 - In Prism (Merge Records)
- 2013 - Siberia (Merge Records)